# 新飞电器
河南新飞电器有限公司（简称新飞电器、新飞）是中华人民共和国的一家家用电器生产企业，总部位于河南省新乡市。其前身为1958年创立的新乡市无线电设备厂，1983年刘炳银出任厂长后转型生产冰箱。1994年10月，新飞集团与新加坡丰隆亚洲以及新加坡豫新电器（由河南省驻新加坡办事处创办）三方合资，成立河南新飞电器有限公司，当时，新飞集团享有绝对控股权。2005年，新乡市政府将新飞集团在新飞电器所持有的39%国有股权转让给丰隆亚洲，丰隆亚洲持股比例增持至90%，由此新飞电器成为新方绝对控股企业。
在1996年-2005年间，新飞冰箱位居中国冰箱品牌前三强，与海尔、容声、美菱并称为“中国冰箱四朵金花”。2011年，新飞出现了第一次业绩下滑，此后其零售量、零售额也已被挤出行业前十强。另一方面，新飞员工工资已多年未涨，低于新乡市职工平均收入水平，导致员工极大不满，最终在2012年发生罢工事件。2017年10月，由于公司面临市场竞争和下滑，新飞电器宣布全面停产，并进入重组程序。2018年6月，新飞电器正式申请破产拍卖。2018年6月30日，康佳集团以4.55亿元人民币的价格竞得新飞电器100%股权，同时购得其品牌、专利以及相关固定资产。

## 历史

### 早期历史
新飞的前身为1958年成立的新乡市无线电设备厂，是一家小型军工企业，主要生产小型军用移动电源汽油发动机组，年产值450万元（人民币，下同）左右。1983年，刘炳银出任新乡市无线电设备厂厂长。任命做厂长时，因产品单一，加上军费削减，该厂已累计亏损70多万元。刘炳银在北京、天津、沈阳、广州的市场上发现，当时冰箱很有市场前途，他后来到福建漳州冰箱厂买回了5台80升单门冰箱作样品。通过对市场的了解，刘炳银决定转型生产冰箱。
1984年，新飞冰箱项目取得中华人民共和国轻工业部立项。同年年底，新乡市无线电设备厂与意大利飞利浦依瑞公司（Ignis，创立于1944年，1970起被飞利浦收购，1988年又被卖给美国惠而浦，但品牌至今仍在意大利等地继续使用）签订技术引进协定，引进了现代化冰箱生产线。1984年12月8日，该厂更名为新乡电冰箱总厂。1986年，新乡电冰箱总厂年产能达10万台的电冰箱生产线投产。当时，新乡电冰箱总厂还没有自己的商标，先为北京雪花牌冰箱（北京电冰箱厂出品，后被海信收购）做贴牌生产，之后该厂开始使用“新乡-飞利浦”品牌生产冰箱。由于该厂生产的冰箱最低制冷温度可达-24℃，同时具备耗电量小、外形美观的特点，一经问世便深受消费者欢迎，在北京、上海等地畅销。1987年，由于飞利浦依瑞公司发现，称新乡电冰箱总厂的“新乡-飞利浦”商标侵犯了知识产权，因此该厂生产的冰箱品牌名称由“新乡-飞利浦”简化为“新飞”。

### 巅峰发展期
1986年，新飞进入了快速发展期。1988年，新飞销售收入、利税、全员劳动生产率、人均创利税四项指标，均居新乡市之冠。1989年中国家电企业经历“小寒春”时，当时的新飞抢先研发出了中国第一台大冷冻室冰箱，从而在冰箱市场中脱颖而出。1991年12月18日，经河南省人民政府批准，以新乡电冰箱总厂为基础，联合省内外数十家电冰箱配套件生产厂家、大专院校和科研机构，组建成立河南新飞电器集团。
1990年5月20日，在新飞冰箱订货会现场，刘炳银效仿当年海尔的做法，将400多台（一说1400多台）不合格冰箱（大约20台左右，基本上是已报废的冰箱，其目的是为了宣传）当众砸毁。当年中国冰箱销售处于最低谷，不少冰箱企业被迫停产、限产或转产。为了加强品质管理，刘炳银决定免去20多名抓质量不力的中层干部，并投资6000多万元对原有生产线进行了大规模技术改造，由此新飞冰箱的开箱合格率迅速上升到近100％。1992年，新飞冰箱成为党和国家领导人出访时赠予各国领导人的“国礼”。1991年至1994年，新飞以平均每年40%的速度高速增长。在刘炳银时期，新飞曾一度进入中国最有价值品牌前十位。
1994年8月2日，按照1990年代初中共河南省委、河南省人民政府制定的“引进外资嫁接和改造国有大中型企业”战略要求，新飞集团、新加坡丰隆集团以及新加坡豫新电器（由河南省驻新加坡办事处创办）三方合资，成立河南新飞电器有限公司。当时新飞集团的持股比例为49%，丰隆集团旗下的丰隆亚洲有限公司为45%，而新加坡豫新电器公司为6%。此股权分配意在确保新飞集团对合资公司的控股权，新飞集团还拥有委派新飞电器董事长、推荐总经理的权力。同年，新飞成为冰箱行业排名前五的品牌。
1995年，刘炳银投资4.2亿元人民币，建成中国第一条年产60万台的大规模无氟冰箱生产线。建成后，大批新飞无氟冰箱进入市场销售，掀起了“绿色革命”的浪潮，而新飞也以关注环保的形象深入人心。
1996年，新飞电器利润总额首次突破3亿元，销售量突破120万台，同时进入全国冰箱品牌前三强，市场份额一度达到20%。此时，时任新飞董事长刘炳银认为，仅凭冰箱“一业为主”难以饱腹，新飞需要多元化发展。1997年和2000年，新飞电器中方高管先后两次向董事会提交并购空调企业的议案，但均遭丰隆亚洲与新加坡豫新电器否决。1999年1至10月，新飞共销售冰箱（柜）130多万台，销售增长幅度位居冰箱行业第一位。

### 第一次经营衰落及恢复期
由于丰隆亚洲对新飞电器扩张持谨慎有加的态度，新飞也很快被同期发力的竞争者抛在了身后。尽管新飞的年产量在2001年达到360万台，市场占有率达到13%，连续五年稳居行业前三，但从1996年至2000年，新飞电器的利润率从16%逐渐跌到6%以下，使得新飞依靠单个产品支撑市场和品牌的局面日趋艰难。2001年9月，新飞创始人刘炳银因胃癌去世，而当时市场环境已经发生变化。利润率的下降，终于让合资双方在进军空调等的相关产业多元化上达成共识。
2002年2月，在新乡无线电设备厂做工人起家，曾任新飞集团党委书记的李根，正式接任新飞电器的执行董事兼总经理。就任后，李根对新飞进行了大刀阔斧的改革。在此期间，新飞电器成立了冰箱、冷柜和空调三大事业部，但在采购和销售上实行一体化，实现规模效应。此外，他还提出了“双手划船，两船并进”、“一业为主，多元扩张”的发展战略。李根任职期间，新飞电器推出了达到欧洲能效A+标准的节能冰箱。经过努力，新飞电器经营业绩得到恢复，2003年跃居行业第二的位置。

### 第二次经营衰落期
2004年，丰隆亚洲收购豫新电器公司的母公司豫新控股公司。丰隆亚洲以51%的持股比例，取代新飞集团，成为新飞电器新的控股股东。2005年，新乡市人民政府又将新飞集团在新飞电器所持有的39%国有股权，以5.1亿元转让给丰隆亚洲，至此新飞电器的股权结构变为丰隆亚洲占90%，新飞集团占10%，成为新方绝对控股企业，丰隆亚洲全面接手新飞电器的经营管理权。随即丰隆亚洲总裁张冬贵出任新飞电器董事长，接替刘炳银离世后一直空缺的位置。一些新飞员工认为，此次股权变更成为新飞真正衰落的起点。而在新方接手管理权的2005年，新飞冰箱销量突破300万台，排在全国第三。
2007年11月30日，中国标准化协会发布由新飞电器牵头制定的中国首个家用杀菌电冰箱标准。2008年3月，新飞投资4个亿、年产200万台的冰箱生产二部建成投产，由此新飞拥有了年产600万台的生产能力，净利润达到两个多亿。

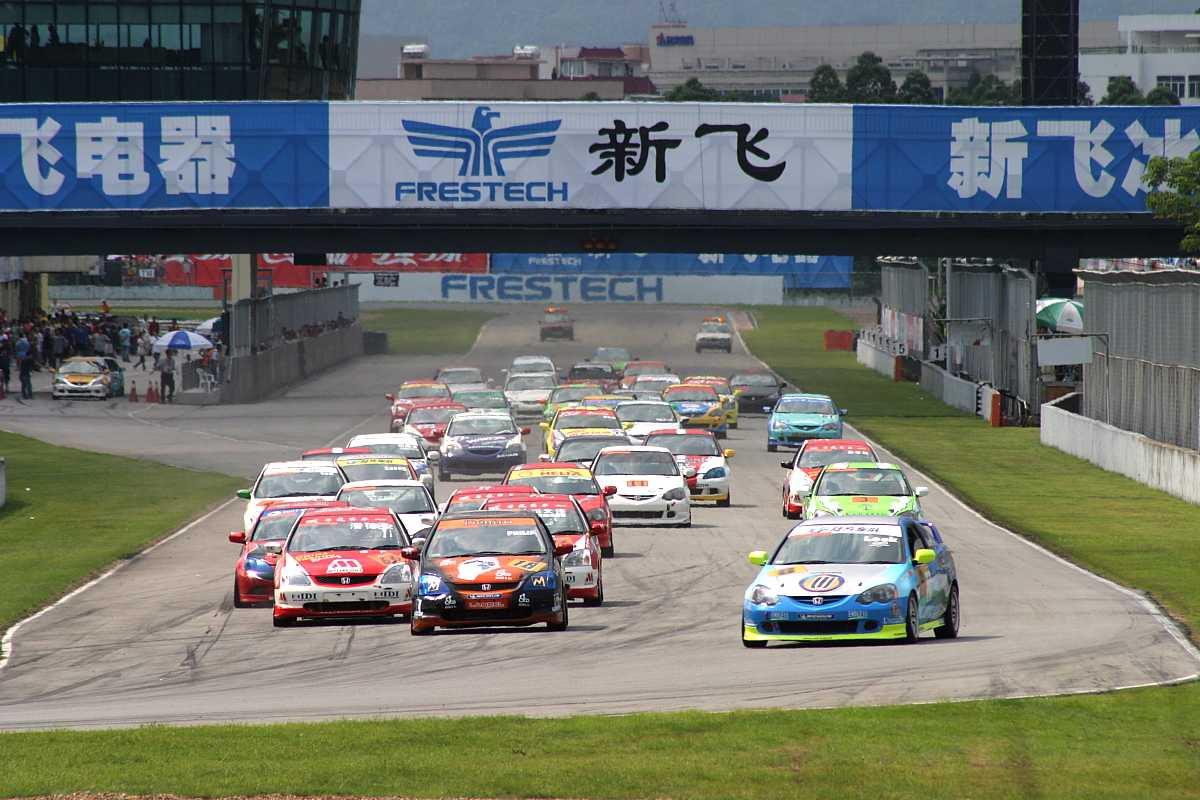
新飞赞助珠海国际赛车场举办的泛珠三角超级赛车节活动

为了树立高端品牌形象，使品牌“彰显青春活力”，改变过于“乡土”的品牌形象，新飞高管人员张冬贵等赞助与家电推广毫无关系的项目，包括2006年“泛珠三角超级赛车节”、2007年“新飞2008助威团”全国选拔赛、2008年新思路世界模特大赛、2009年中国足球超级联赛等。但实际上，新飞并没有树立高端品牌形象，还耽误了渠道向下延伸和扩张。新飞也从全国性品牌沦为仅在河南、河北、山东以及东北有一定影响力的区域性品牌。即便是在家电下乡、以旧换新、节能惠民等一系列补贴政策实施期间，整个冰箱行业呈现高速增长的2009年-2010年，新飞冰箱销售增幅也只有个位数。2011年，新飞出现了业绩的第一次整体下滑，总共亏损2亿元，此后出现持续多年的亏损。2011-2016年间，新飞总共亏损约24.83亿元人民币。由于企业陷入亏损，新飞不得不关闭了空调生产线、新飞九厂和小冰箱生产线。2014年，新飞推出新品，并在央视《新闻联播》后时段重新播放广告。在新飞推出新品前，其他冰箱品牌已经推出升级技术和产品，如海尔、美的等早就引入了十字设计的冰箱。而新飞由于研发投入不足，产品升级的速度明显慢于竞争对手，大部分产品仍以中低端为主，只能在区域和三四级市场谋生。
据中怡康市场监测数据显示，2017年前9个月，新飞冰箱市场零售量、零售额分别为2.83%、1.7%，产品均价为2202元，已被挤出行业前十强。虽然新方股东给予大量的资金和支持，但仍然无法彻底挽回公司面临市场的挑战。

### 停产风波
从2012年开始，新飞电器共发生三次停产事件。

#### 2012年员工罢工停产事件
2012年9月19日，时任新飞电器人力资源部部长连国庆在组织工人开会时，因为态度傲慢，遭到员工扔鸡蛋，这一事件也成为了新飞员工罢工的导火索。而这段员工扔鸡蛋的视频也在新飞停工聚集事件爆发期间广泛传播开来。
2012年10月9日，新飞电器总部及下属企业员工聚集在总部大门口发起维权罢工事件。新飞电器员工称，员工工资已有10年未涨（参见“员工待遇”一节），要求相关部门领导能够给予关注并解决现实问题。除工资问题外，员工们还对新飞的经营状况表示不满，质疑新方管理层的管理能力（参见“管理模式与高层”一节）。当天，员工在总部大门口打出了“以理性救新飞”、“三无人滚出新飞去”的标语，并摆放新飞创始人刘炳银的照片。另外员工还放置高音喇叭，循环播放《告全体新飞同胞书》，要求改善员工收入，同时要求公司董事会驱除无德、无能、无为的“三无人员”。10月12日下午4时，在新乡市政府的快速介入下，新飞电器同意员工要求，至2013年1月，每名员工将涨薪500元。

#### 2013年停产事件
2013年5月27日，媒体报道称，新飞于当日起全面停产，停产期间正式工在厂内接受培训，而全体合同工（临时工）则回家休假。当时整个工厂停产一周，最终以公司的两大股东丰隆集团和中航工业对公司追加注资两亿元人民币而结束。

#### 2017年停产事件
2017年10月，河南新飞制冷器具有限公司、河南新飞电器有限公司、河南新飞家电有限公司联合发布声明称，由于公司面临市场竞争和下滑，在过去几年出现持续亏损，迫于资金链压力，新飞电器宣布全面停产。声明还表示，以上3家公司已于2017年10月30日向河南省新乡市中级人民法院递交重整申请，在人民法院监督下依法进行重整。在新飞董事会上，董事会成员为停产作了封存档案，财务梳理等一系列决策，并任命吴之山为首席重整官，指定安永会计师事务所（上海）担任重整业务顾问。而绝大部分新方的高层人员，在会议结束后均离开新乡。目前新飞电器正在寻找新的投资人，多家企业都主动表达了合作意向，但最终投资人还没有确定。根据计划，新飞电器的第一次债权人会议将于2018年1月19日召开。

### 资产拍卖
2018年6月，新飞电器正式向河南省新乡市中级人民法院申请破产拍卖。根据计划，新飞电器、新飞家电、新飞制冷器具三家公司的全部股权将于6月28日在河南省新乡市中级人民法院淘宝网司法拍卖平台上进行公开拍卖，起拍价为4.5亿元人民币。另外，新飞电器名下部分土地、房产及建筑将于7月5日开始拍卖，起拍价1.15亿元。另据相关部门清算，新飞电器名下全部的低值易耗品、房屋、土地、机器设备、电子设备以及模具等总资产为5.65亿元。
2018年6月30日，康佳集团以4.55亿元人民币的价格竞得新飞电器100%股权，同时购得其品牌、专利以及相关固定资产。康佳集团表示，收购新飞电器可快速扩大康佳在白色家电领域的产业规模，在品牌上实现“康佳+新飞”双品牌协同的格局。

## 企业文化

### 名称与标志
新飞品牌名的来源为“新乡-飞利浦”，1987年取“新乡”和“飞利浦”两个词的头一个字谐音，组成简化为“新飞”。“新飞”的“新”字可理解为新乡、新产品、万象更新等；而“飞”字，既有飞翔、高飞的含义，还可以理解为飞出国门，产品远销世界各地等。“新飞”二字连起来，则寓意“新企业的飞翔”。
新飞的企业标志最初以百鸟之王——鹰为标志。由于新乡古称牧野，是周武王伐纣之地，而新飞将如周武王当年征讨商纣王的军队一样，骁勇和势不可挡，与鹰的习性有关，因此新飞选用鹰为第一代标志。此后新飞启用了第二代标志，而在2006年，新飞对第二代标志进行了小修改，将原有图案中“鹰”的翅膀，由平行改为了上翘，图案下方增加了“中国·新加坡合资企业”的字样。2012年9月19日，新飞正式启用第三代标志，其标志使用橙色和红色组成的海鸥图案。时任新飞电器总裁吴俊财分析称，新标志更加贴近年轻消费群体，也更契合国际市场。不过新飞电器其他员工则对此表示否认，称换标没有继承原有公司“鹰”的文化。
至于英文品牌名称，新飞最初使用的英文品牌名称为“XP”。1996年，公司以“FRESTECH”（即“不断提供新鲜和高技术的产品”之意）的英文名称，取代了以前的“XP”。2012年9月19日，在新飞正式启用第三代标志时，英文名也随之更改为小写的“frestec”。

### 广告宣传
新飞电器的广告语为“新飞广告做得好，不如新飞冰箱好”和“新飞，倡导绿色生活”。其中“新飞广告做得好，不如新飞冰箱好”这一标语，曾为其他企业学习的对象，还被写入大学课本。2006年，新飞将当时的广告语“新飞，倡导绿色生活”改为“新飞，畅享绿色生活”。
在电视广告投入方面，新飞在经营初期在央视投放了上亿元的广告。但在丰隆接手管理权后，其广告宣传也遭到停摆。2014年，新飞重新在央视《新闻联播》后时段重新播放广告，并启用“新飞广告做得好，不如新飞除菌冰箱好”口号。

## 公司事务

### 管理模式与高层
新飞在刘炳银和李根时期，管理方式均相对“亲民”。在刘炳银时期，其管理模式采用高度集权、宝塔式的垂直管理模式；而在管理层中，出现了王跃和、王建华的“二王”组合，两人都是跟随刘炳银一起创业的人物，分别负责生产和销售，在员工中颇有威望。目前王建华已离开新飞电器，此后加盟上海双鹿电器；而王跃和也被调任新飞技术中心。刘炳银任职时期，他还提出了“新飞有两个上帝，一个是顾客，一个是员工。新飞就是员工的家”的概念，但自丰隆入主后，此说法便不已存在。刘炳银逝世后的李根时期，新飞对管理模式作出改革，由“垂直式”转变为“扁平化”，提高了决策效率。
自丰隆接手管理权后，大批丰隆系高管进入新飞电器，丰隆亚洲总裁张冬贵正式委任新飞电器董事长，并对管理制度作出全面改革。当时的张冬贵认为，新飞有着“国有大型企业的背景”，不可避免地带有浓重的“国企色彩”，即“体制僵化、机制不活”等通病，因此必须对企业进行彻底改造，引入外资体制。于是张冬贵引进包括“质量和生产力计划”、“人力资本计划”以及“财务纪律计划”等在内，合称“国际化管理模式”的一系列管理理念，废弃了此前李根时代形成的“扁平化管理”模式。当时公司内部有一些意见认为“刘炳银时代的管理理念已经落伍了”。而原新飞电器销售总经理羊健也表示，这些举措取得了“卓越成效”。然而对于新飞前高层和员工而言，这些管理模式给新飞电器带来了效率低下、人浮于事的弊病。在管理制度全面改革前，新飞的中层干部从未超过100人；改革后，这一数字不断增加，直至300多人。
丰隆接手管理权后的新飞管理层人员，均有海外留学和任职经历，偏好欧美企业的经营原则；而新飞员工更习惯于带头人冲锋在前的方式。一些新飞员工认为，新方派出的的高管管理方式简单粗暴，对待员工的态度也盛气凌人。而丰隆集团的主业为地产和酒店业，因此高层并无制造业管理经验。另外，新飞电器管理层也出现了频繁变动，从而导致新飞电器管理架构相对混乱及经营战略无序。以董事长为例，在2010年至2014年，新飞一共换了4任董事长；另外在2011年，新飞原销售总经理羊健、原技术中心总经理梁尚勇、首席财务官尹浩恩，也相继离开新飞电器。据新飞员工提供的任免邮件通知显示，几乎每个月，新飞内部都有中高层的人事变动。

### 员工待遇
在刘炳银时代，新飞电器的员工待遇在新乡当地是相对较好的。1990年代，新飞电器员工的工资为每月1000多元，高于新乡市职工平均工资每月400元的水平（当时新乡教师的月工资为280元，银行员工的月工资为400多元）。每次新飞电器发工资时，当地菜场都会涨价，员工还会担心下班被打劫。另外新飞员工的福利也要比其他单位高出一大截，员工食堂也是24小时免费开放。1996年春节，新飞电器为每位员工按照每人10斤羊肉、10斤带鱼、50斤大米的标准发放福利。有些家庭因为多人在新飞上班，发的东西太多，只好央求时任董事长刘炳银“别发了”。由于新飞员工待遇较好，因此在新乡当地，“宁去新飞，不去银行”成为当时年轻人的口头禅；而新飞员工的蓝色工作服也是当地的象征，在当年，新乡人穿上新飞的工作服比西装革履更有面子。
自2002年起，新飞的员工工资未出现上涨，一线员工的福利津贴越来越少。据2012年新飞员工所列出的数据，新飞安装温控表的车间淡季工资每月890元，旺季每月1200元左右，远低于新乡市职工月平均收入水平的2160元，而有媒体报道称，新飞的新方派出的管理人员的工资水平，是普通员工平均水平的23倍以上，引发了员工极大的不满。员工为了谋生，每天下班，都会在街上摆地摊。而位于新乡市中心的劳动路上也成为了新飞员工的“第二上班车间”。在双方矛盾累积至2012年的时候，新飞电器员工自发罢工事件（参见“2012年员工罢工停产事件”）。

## 产品
新飞电器的主要产品为冰箱，此后还生产洗衣机。曾生产过空调，现已停产。新飞产品早在1980年代实现出口，目前产品已远销80多个国家和地区。
在1990年代，当时的中国人以买得起新飞冰箱为荣。在农村，有些姑娘嫁老公，也以家里是否有新飞冰箱为标准。

## 荣誉
新飞电器生产的产品，在1980年代已获得国家A级产品、轻工部出口创汇优秀产品银质奖、第二届全国家电博览会金飞马奖、首届全国轻工业国际博览会金奖等荣誉。此后新飞曾获得中国名牌产品、“国家进出口免验”认证等荣誉。2013年，新飞莱铂锐系列冰箱设计获得“2013亚洲最具影响力设计奖”，此后新飞魅力无边冰箱获得“中国优秀工业设计奖CEID入围奖”及“河南省工业设计大赛一等奖”。